# Piri Mehmed Paša
Piri Mehmed Paša (1465–1532) byl osmanský státník. V letech 1518–1523 byl velkovezírem, za vlády sultána Selima I. a poté Sulejmana I.